# Liga dos Campeões da CAF de 2021–22
A Liga dos Campeões da CAF de 2021–22 foi a 58ª edição da maior competição de clubes da África e a 26ª edição sobre o atual formato de competição.

## Alocação das vagas
Todos os 56 membros da CAF podem entrar na Liga dos Campeões da CAF, com os 12 melhores ranqueados de acordo com o Ranking de 5 anos da CAF podendo inscrever duas equipes na competição. O campeão da edição da passada da competição também tem direito a uma vaga.
Para a edição de 2021–22, a CAF usou o ranking entre 2017 e 2021, que calcula pontos para cada associação participante com base na performance dos clubes através destes 5 anos na Liga dos Campeões da CAF e na Copa das Confederações da CAF. Os critérios para os pontos são os seguintes:
|                                                   | Liga dos Campeões da CAF | Copa das Confederações da CAF |
| ------------------------------------------------- | ------------------------ | ----------------------------- |
| Campeão                                           | 6 pontos                 | 5 pontos                      |
| Vice-campeão                                      | 5 pontos                 | 4 pontos                      |
| Eliminado na semifinal                            | 4 pontos                 | 3 pontos                      |
| Eliminado nas quartas de final (a partir de 2017) | 3 pontos                 | 2 pontos                      |
| Terceiro lugar na fase de grupos                  | 2 pontos                 | 1 ponto                       |
| Quarto lugar na fase de grupos                    | 1 ponto                  | 0.5 ponto                     |

Os pontos são multiplicados por um coeficiente de acordo com o ano do seguinte modo:
- 2020–21 – 5
- 2019–20 – 4
- 2018–19 – 3
- 2018 – 2
- 2017 – 1

## Equipes classificadas
As seguintes 54 equipes de 42 associações entraram na competição.
- Equipes (em negrito) se classificaram diretamente a segunda fase.
- As outras equipes entraram na primeira fase.

As associações abaixo são mostradas de acordo com o seu ranking entre 2017 e 2021.
| Associação                                                        | Equipe                                                            | Classificação |
| Associações elegíveis para entrar com duas equipes (Ranking 1–12) | Associações elegíveis para entrar com duas equipes (Ranking 1–12) | Associações elegíveis para entrar com duas equipes (Ranking 1–12)                                                                 |
| ----------------------------------------------------------------- | ----------------------------------------------------------------- | --- |
| Marrocos · (1º – 183 pts)                                         | Wydad Casablanca                                                  | Campeão – Campeonato Marroquino de Futebol de 2020–21                                                                             |
| Marrocos · (1º – 183 pts)                                         | Raja Casablanca                                                   | Vice-campeão – Campeonato Marroquino de Futebol de 2020–21                                                                        |
| Egito · (2º – 173.5 pts)                                          | Zamalek                                                           | Primeiro lugar após 29 rodadas – Campeonato Egípcio de Futebol de 2020–21                                                         |
| Egito · (2º – 173.5 pts)                                          | Al-Ahly                                                           | Detentor do título (Liga dos Campeões da CAF de 2020–21) Segundo lugar após 29 rodadas – Campeonato Egípcio de Futebol de 2020–21 |
| Tunísia · (3º – 131 pts)                                          | Espérance de Tunis                                                | Campeão – Campeonato Tunisiano de Futebol de 2020–21                                                                              |
| Tunísia · (3º – 131 pts)                                          | Étoile du Sahel                                                   | Vice-campeão – Campeonato Tunisiano de Futebol de 2020–21                                                                         |
| Argélia · (4º – 109 pts)                                          | CR Belouizdad                                                     | Primeiro lugar após 35 rodadas – Campeonato Argelino de Futebol de 2020–21                                                        |
| Argélia · (4º – 109 pts)                                          | ES Sétif                                                          | Segundo lugar após 35 rodadas – Campeonato Argelino de Futebol de 2020–21                                                         |
| África do Sul · (5º – 93.5 pts)                                   | Mamelodi Sundowns                                                 | Campeão – Campeonato Sul-Africano de Futebol de 2020–21                                                                           |
| África do Sul · (5º – 93.5 pts)                                   | AmaZulu                                                           | Vice-campeão – Campeonato Sul-Africano de Futebol de 2020–21                                                                      |
| República Democrática do Congo · (6º – 75 pts)                    | TP Mazembe                                                        | Campeão – Campeonato Nacional de Futebol da República Democrática do Congo de 2020–21                                             |
| República Democrática do Congo · (6º – 75 pts)                    | AS Maniema Union                                                  | Vice-campeão – Campeonato Nacional de Futebol da República Democrática do Congo de 2020–21                                        |
| Guiné · (7º – 38 pts)                                             | Horoya                                                            | Campeão – Campeonato Guineano de Futebol de 2020–21                                                                               |
| Guiné · (7º – 38 pts)                                             | CI Kamsar                                                         | Vice-campeão – Campeonato Guineano de Futebol de 2020–21                                                                          |
| Nigéria · (8º – 37.5 pts)                                         | Akwa United                                                       | Campeão – Campeonato Nigeriano de Futebol de 2020–21                                                                              |
| Nigéria · (8º – 37.5 pts)                                         | Rivers United                                                     | Vice-campeao – Campeonato Nigeriano de Futebol de 2020–21                                                                         |
| Zâmbia · (9º – 35 pts)                                            | ZESCO United                                                      | Campeão – Campeonato Zambiano de Futebol de 2020–21                                                                               |
| Zâmbia · (9º – 35 pts)                                            | Zanaco                                                            | Vice-campeão – Campeonato Zambiano de Futebol de 2020–21                                                                          |
| Angola · (10º – 31.5 pts)                                         | Sagrada Esperança                                                 | Campeão – Girabola de 2020–21 |
| Angola · (10º – 31.5 pts)                                         | Petro de Luanda                                                   | Vice-campeão – Girabola de 2020–21                                                                                                |
| Sudão · (11º – 30 pts)                                            | Al-Hilal                                                          | Campeão – Campeonato Sudanês de Futebol de 2020–21                                                                                |
| Sudão · (11º – 30 pts)                                            | Al-Merrikh                                                        | Vice-campeão – Campeonato Sudanês de Futebol de 2020–21                                                                           |
| Tanzânia · (12º – 27.5 pts)                                       | Simba                                                             | Campeão – Campeonato Tanzaniano de Futebol de 2020–21                                                                             |
| Tanzânia · (12º – 27.5 pts)                                       | Young Africans                                                    | Vice-campeão – Campeonato Tanzaniano de Futebol de 2020–21                                                                        |
| Associações elegíveis para entrar com uma equipe                  |                                                                   | |
| Camarões · (13º – 16 pts)                                         | Fovu de Baham                                                     | Primeiro lugar em 8 de agosto de 2021 – Campeonato Camaronês de Futebol de 2020–21                                                |
| Senegal · (14º – 15 pts)                                          | Teungueth                                                         | Campeão – Campeonato Senegalês de Futebol de 2020–21                                                                              |
| Líbia · (15º – 13.5 pts)                                          | Al-Ittihad                                                        | Campeão – Campeonato Líbio de Futebol de 2020–21                                                                                  |
| Costa do Marfim · (16º – 9 pts)                                   | ASEC Mimosas                                                      | Campeão – Campeonato Marfinense de Futebol de 2020–21                                                                             |
| Quênia · (17º – 8 pts)                                            | Tusker                                                            | Primeiro lugar em 30 de junho de 2021 – Campeonato Queniano de Futebol de 2020–21                                                 |
| Zimbabwe · (17º – 8 pts)                                          | FC Platinum                                                       | Campeão – Campeonato Zimbabuiano de Futebol de 2020                                                                               |
| República do Congo · (19º – 5.5 pts)                              | AS Otôho                                                          | Campeão – Campeonato Congolês de Futebol de 2021                                                                                  |
| Mali · (20º – 5 pts)                                              | Stade Malien                                                      | Campeão – Campeonato Malinês de Futebol de 2020–21                                                                                |
| Moçambique · (20º – 5 pts)                                        | UD Songo                                                          | Vice-campeão – Moçambola de 2019                                                                                                  |
| Uganda · (20º – 5 pts)                                            | Express                                                           | Campeão – Campeonato Ugandense de Futebol de 2020–21                                                                              |
| Burquina Fasso · (23º – 4 pts)                                    | AS SONABEL                                                        | Campeão – Campeonato Burquinense de Futebol de 2020–21                                                                            |
| Gana · (23º – 4 pts)                                              | Hearts of Oak                                                     | Campeão – Campeonato Ganês de Futebol de 2020–21                                                                                  |
| Ruanda · (23º – 4 pts)                                            | APR                                                               | Campeão – Campeonato Ruandês de Futebol de 2020–21                                                                                |
| Essuatíni · (26º – 3 pts)                                         | Royal Leopards                                                    | Campeão – Campeonato Suazi de Futebol de 2020–21                                                                                  |
| Benim · (27º – 2 pts)                                             | ESAE                                                              | Campeão – Campeonato Beninense de Futebol de 2020–21                                                                              |
| Botswana · (27º – 2 pts)                                          | Jwaneng Galaxy                                                    | Campeão – Campeonato Botsuano de Futebol de 2019–20                                                                               |
| Etiópia · (27º – 2 pts)                                           | Fasil Kenema                                                      | Campeão – Campeonato Etíope de Futebol de 2020–21                                                                                 |
| Mauritânia · (27º – 2 pts)                                        | Nouadhibou                                                        | Campeão – Campeonato Mauritano de Futebol de 2020–21                                                                              |
| Togo · (27º – 2 pts)                                              | ASKO Kara                                                         | Campeão – Campeonato Togolês de Futebol de 2020–21                                                                                |
| Gabão · (32º – 0.5 pt)                                            | AS Bouenguidi                                                     | Campeão – Campeonato Gabonês de Futebol de 2020–21                                                                                |
| Burundi                                                           | Le Messager Ngozi                                                 | Campeão – Campeonato Burundiano de Futebol de 2020–21                                                                             |
| Djibuti                                                           | Arta/Solar 7                                                      | Campeão – Campeonato Djibutiano de Futebol de 2020–21                                                                             |
| Gâmbia                                                            | Fortune FC                                                        | Campeão – Campeonato Gambiano de Futebol de 2020–21                                                                               |
| Guiné Equatorial                                                  | Akonangui                                                         | Campeão – Campeonato Guinéu-Equatoriano de Futebol de 2020–21                                                                     |
| Libéria                                                           | LPRC Oilers                                                       | Campeão – Campeonato Liberiano de Futebol de 2020–21                                                                              |
| Malawi                                                            | Nyasa Big Bullets                                                 | Primeiro lugar em 1 de agosto de 2021 – Campeonato Malauiano de Futebol de 2020–21                                                |
| Níger                                                             | USGN                                                              | Campeão – Campeonato Nigerino de Futebol de 2020–21                                                                               |
| República Centro-Africana                                         | DFC 8ème                                                          | Campeão – Campeonato Centro-Africano de Futebol de 2020–21                                                                        |
| Somália                                                           | Mogadishu City                                                    | Campeão – Campeonato Somali de Futebol de 2020–21                                                                                 |
| Zanzibar                                                          | KMKM                                                              | Campeão – Campeonato Zanzibarita de Futebol de 2020–21                                                                            |

| - Cabo Verde - Chade - Comores - Eritreia - Guiné-Bissau - Lesoto - Madagáscar - Ilhas Maurícias - Namíbia - Reunião - São Tomé e Príncipe - Seicheles - Serra Leoa - Sudão do Sul |

## Calendário
| Fase           | Rodada           | Data do sorteio        | Partida de ida             | Partida de volta           |
| -------------- | ---------------- | ---------------------- | -------------------------- | -------------------------- |
| Qualificação   | Primeira fase    | 13 de agosto de 2021   | 10–12 de setembro de 2021  | 17–19 de setembro de 2021  |
| Qualificação   | Segunda fase     | 13 de agosto de 2021   | 15–17 de outubro de 2021   | 22–24 de outubro de 2021   |
| Fase de grupos | Primeira rodada  | 28 de dezembro de 2021 | 11–12 de fevereiro de 2022 | 11–12 de fevereiro de 2022 |
| Fase de grupos | Segunda rodada   | 28 de dezembro de 2021 | 18–19 de fevereiro de 2022 | 18–19 de fevereiro de 2022 |
| Fase de grupos | Terceira rodada  | 28 de dezembro de 2021 | 25–26 de fevereiro de 2022 | 25–26 de fevereiro de 2022 |
| Fase de grupos | Quarta rodada    | 28 de dezembro de 2021 | 11–12 de março de 2022     | 11–12 de março de 2022     |
| Fase de grupos | Quinta rodada    | 28 de dezembro de 2021 | 18–19 de março de 2022     | 18–19 de março de 2022     |
| Fase de grupos | Sexta rodada     | 28 de dezembro de 2021 | 1–2 de abril de 2022       | 1–2 de abril de 2022       |
| Fase final     | Quartas de final | 5 de abril de 2022     | 15–16 de abril de 2022     | 22–23 de abril de 2022     |
| Fase final     | Semifinais       | 5 de abril de 2022     | 6–7 de maio de 2022        | 13–14 de maio de 2022      |
| Fase final     | Final            | 5 de abril de 2022     | 30 de maio de 2022         | 30 de maio de 2022         |

## Fases de qualificação
O sorteio para a primeira e a segunda fase foi realizado em 13 de agosto de 2021, na sede da CAF, no Cairo, Egito.
Nesta fase, cada vaga foi disputada em partidas de ida e volta. Caso o placar agregado esteja empatado no final da partida de volta a regra do gol fora de casa foi aplicada. Caso o empate ainda persista o vencedor foi definido pela disputa por pênaltis.

### Primeira fase
| Equipe 1          | Total       | Equipe 2          | 1.º jogo | 2.º jogo |
| ----------------- | ----------- | ----------------- | -------- | -------- |
| CI Kamsar         | 0–2         | Hearts of Oak     | —        | —        |
| LPRC Oilers       | 4–2         | ASKO Kara         | 3–0      | 1–2      |
| AS SONABEL        | 0–4         | Stade Malien      | 0–1      | 0–3      |
| USGN              | 2–1         | Le Messager Ngozi | 1–1      | 1–0      |
| KMKM              | 0–4         | Al-Ittihad        | 0–2      | 0–2      |
| Arta/Solar 7      | 1–4         | Tusker            | 1–1      | 0–3      |
| Mogadishu City    | 1–2         | APR               | 0–0      | 1–2      |
| AS Bouenguidi     | 1–3         | AS Maniema Union  | 1–1      | 0–2      |
| AmaZulu           | 3–2         | Nyasa Big Bullets | 0–1      | 3–1      |
| Jwaneng Galaxy    | 2–1         | DFC 8ème          | 2–0      | 0–1      |
| Young Africans    | 0–2         | Rivers United     | 0–1      | 0–1      |
| Fasil Kenema      | 3–3 (gf)    | Al-Hilal          | 2–2      | 1–1      |
| Teungueth         | 0–2         | ASEC Mimosas      | 0–1      | 0–1      |
| Akwa United       | 1–2         | CR Belouizdad     | 1–0      | 0–2      |
| UD Songo          | 1–1 (3–4 p) | AS Otôho          | 1–0      | 0–1      |
| Fovu de Baham     | 2–2 (gf)    | Petro de Luanda   | 2–2      | 0–0      |
| ESAE              | 1–3         | Nouadhibou        | 1–1      | 0–2      |
| Fortune FC        | 3–3 (4–5 p) | ES Sétif          | 3–0      | 0–3      |
| Sagrada Esperança | 0–0 (5–4 p) | FC Platinum       | 0–0      | 0–0      |
| Royal Leopards    | 2–2 (gf)    | ZESCO United      | 1–0      | 1–2      |
| Express           | 2–2 (gf)    | Al-Merrikh        | 2–1      | 0–1      |
| Akonangui         | 0–3         | Zanaco            | 0–2      | 0–1      |

### Segunda fase
| Equipe 1          | Total    | Equipe 2           | 1.º jogo | 2.º jogo |
| ----------------- | -------- | ------------------ | -------- | -------- |
| Hearts of Oak     | 2–6      | Wydad Casablanca   | 1–0      | 1–6      |
| LPRC Oilers       | 0–4      | Raja Casablanca    | 0–2      | 0–2      |
| Stade Malien      | 1–3      | Horoya             | 0–1      | 1–2      |
| USGN              | 2–7      | Al-Ahly            | 1–1      | 1–6      |
| Al-Ittihad        | 0–1      | Espérance de Tunis | 0–0      | 0–1      |
| Tusker            | 0–5      | Zamalek            | 0–1      | 0–4      |
| APR               | 1–5      | Étoile du Sahel    | 1–1      | 0–4      |
| AS Maniema Union  | 2–4      | Mamelodi Sundowns  | 2–2      | 0–2      |
| AmaZulu           | 1–1 (gf) | TP Mazembe         | 0–0      | 1–1      |
| Jwaneng Galaxy    | 3–3 (gf) | Simba              | 0–2      | 3–1      |
| Rivers United     | 1–2      | Al-Hilal           | 1–1      | 0–1      |
| ASEC Mimosas      | 3–3 (gf) | CR Belouizdad      | 3–1      | 0–2      |
| AS Otôho          | 2–4      | Petro de Luanda    | 2–2      | 0–2      |
| Nouadhibou        | 3–3 (gf) | ES Sétif           | 3–1      | 0–2      |
| Sagrada Esperança | 3–2      | Royal Leopards     | 3–1      | 0–1      |
| Al-Merrikh        | 4–2      | Zanaco             | 3–0      | 1–2      |

## Fase de grupos
O sorteio para a fase de grupos foi realizado em 28 de dezembro de 2021 na sede da CAF no Cairo, Egito. Os 16 vencedores da segunda fase foram sorteados em quatro grupos contendo quatro equipes cada.
As equipes foram divididas nos potes pelo ranking da CAF (em parênteses).
| Equipe             | Pts |
| ------------------ | --- |
| Al-Ahly            | 78  |
| Espérance de Tunis | 65  |
| Wydad Casablanca   | 63  |
| Raja Casablanca    | 54  |

| Equipe            | Pts |
| ----------------- | --- |
| Zamalek           | 47  |
| Mamelodi Sundowns | 46  |
| Horoya            | 38  |
| Étoile du Sahel   | 36  |

| Equipe          | Pts  |
| --------------- | ---- |
| Al-Hilal        | 21   |
| CR Belouizdad   | 15   |
| Petro de Luanda | 14.5 |
| ES Sétif        | 13   |

| Equipe            | Pts |
| ----------------- | --- |
| Al-Merrikh        | 7   |
| Sagrada Esperança | –   |
| Jwaneng Galaxy    | –   |
| AmaZulu           | –   |

### Grupo A
| Pos. | Equipe            | Pts | J | V | E | D | GP | GC | SG |
| ---- | ----------------- | --- | - | - | - | - | -- | -- | -- |
| 1    | Mamelodi Sundowns | 16  | 6 | 5 | 1 | 0 | 10 | 2  | +8 |
| 2    | Al-Ahly           | 10  | 6 | 3 | 1 | 2 | 7  | 5  | +2 |
| 3    | Al-Hilal          | 4   | 6 | 1 | 1 | 4 | 4  | 8  | –4 |
| 4    | Al-Merrikh        | 4   | 6 | 1 | 1 | 4 | 5  | 11 | –6 |

|                   | MSD | AHL | HIL | MER |
| ----------------- | --- | --- | --- | --- |
| Mamelodi Sundowns |     | 1–0 | 1–0 | 3–0 |
| Al-Ahly           | 0–1 |     | 1–0 | 3–2 |
| Al-Hilal          | 2–4 | 0–0 |     | 1–0 |
| Al-Merrikh        | 0–0 | 1–3 | 2–1 |     |

### Grupo B
| Pos. | Equipe          | Pts | J | V | E | D | GP | GC | SG |
| ---- | --------------- | --- | - | - | - | - | -- | -- | -- |
| 1    | Raja Casablanca | 15  | 6 | 5 | 0 | 1 | 7  | 2  | +5 |
| 2    | ES Sétif        | 9   | 6 | 3 | 0 | 3 | 6  | 5  | +1 |
| 3    | AmaZulu         | 7   | 6 | 2 | 1 | 3 | 3  | 6  | –3 |
| 4    | Horoya          | 4   | 6 | 1 | 1 | 4 | 5  | 8  | –3 |

|                 | RCA | ESS | AMZ | HOR |
| --------------- | --- | --- | --- | --- |
| Raja Casablanca |     | 1–0 | 1–0 | 1–0 |
| ES Sétif        | 0–1 |     | 2–0 | 3–2 |
| AmaZulu         | 0–2 | 1–0 |     | 1–0 |
| Horoya          | 2–1 | 0–1 | 1–1 |     |

### Grupo C
| Pos. | Equipe             | Pts | J | V | E | D | GP | GC | SG  |
| ---- | ------------------ | --- | - | - | - | - | -- | -- | --- |
| 1    | Espérance de Tunis | 14  | 6 | 4 | 2 | 0 | 12 | 2  | +10 |
| 2    | CR Belouizdad      | 11  | 6 | 3 | 2 | 1 | 10 | 5  | +5  |
| 3    | Étoile du Sahel    | 6   | 6 | 1 | 3 | 2 | 4  | 7  | –3  |
| 4    | Jwaneng Galaxy     | 1   | 6 | 0 | 1 | 5 | 5  | 17 | –12 |

|                    | EST | CRB | ESS | GAL |
| ------------------ | --- | --- | --- | --- |
| Espérance de Tunis |     | 2–1 | 0–0 | 4–0 |
| CR Belouizdad      | 1–1 |     | 2–0 | 4–1 |
| Étoile du Sahel    | 0–2 | 0–0 |     | 3–2 |
| Jwaneng Galaxy     | 0–3 | 1–2 | 1–1 |     |

### Grupo D
| Pos. | Equipe            | Pts | J | V | E | D | GP | GC | SG  |
| ---- | ----------------- | --- | - | - | - | - | -- | -- | --- |
| 1    | Wydad Casablanca  | 15  | 6 | 5 | 0 | 1 | 15 | 5  | +10 |
| 2    | Petro de Luanda   | 11  | 6 | 3 | 2 | 1 | 9  | 8  | +1  |
| 3    | Zamalek           | 4   | 6 | 0 | 4 | 2 | 3  | 6  | –3  |
| 4    | Sagrada Esperança | 2   | 6 | 0 | 2 | 4 | 1  | 9  | –8  |

|                   | WAC | PET | ZAM | SAG |
| ----------------- | --- | --- | --- | --- |
| Wydad Casablanca  |     | 5–1 | 3–1 | 3–0 |
| Petro de Luanda   | 2–1 |     | 0–0 | 3–0 |
| Zamalek           | 0–1 | 2–2 |     | 0–0 |
| Sagrada Esperança | 1–2 | 0–1 | 0–0 |     |

## Fase final
O mecanismo de sorteio de cada fase é o seguinte:
- No sorteio das quartas de final, os quatro vencedores dos grupos serão colocados em um pote, enquantos os quatro segundo colocados serão colocados em outro. As equipes que finalizaram em primeiro lugar na fase de grupos (pote 1 no sorteio) enfrentarão as equipes que finalizaram em segundo lugar (pote 2). As equipes do mesmo grupo não podem ser sorteadas entre si, podendo ser sorteadas equipes de um mesmo país.
- No sorteio das semifinais não existe cabeça de chave e equipes do mesmo grupo (fase de grupos) e do mesmo país podem ser sorteadas.

### Equipes classificadas
| Grupo | Vencedores         | Segundo-lugares |
| ----- | ------------------ | --------------- |
| A     | Mamelodi Sundowns  | Al-Ahly         |
| B     | Raja Casablanca    | ES Sétif        |
| C     | Espérance de Tunis | CR Belouizdad   |
| D     | Wydad Casablanca   | Petro de Luanda |

### Chaveamento
|  | Quartas-de-final   | Quartas-de-final | Quartas-de-final | Quartas-de-final |   |                 | Semifinais   | Semifinais   | Semifinais   | Semifinais   |  |  | Final      | Final      | Final      | Final      |
|  | 15–24 de abril     | 15–24 de abril   | 15–24 de abril   | 15–24 de abril   |   |                 | 7–14 de maio | 7–14 de maio | 7–14 de maio | 7–14 de maio |  |  | 30 de maio | 30 de maio | 30 de maio | 30 de maio |
|  |                    |                  |                  |                  |   |                 |              |              |              |              |  |  |            |            |            |            |
|  | Al-Ahly            | 2                | 1                | 3                |   |                 |              |              |              |              |  |  |            |            |            |            |
|  | Raja Casablanca    | 1                | 1                | 2                |   |                 |              |              |              |              |  |  |            |            |            |            |
|  | Raja Casablanca    | 1                | 1                | 2                |   | Al-Ahly         | 4            | 2            | 6            |              |  |  |            |            |            |            |
|  |                    |                  |                  |                  |   | Al-Ahly         | 4            | 2            | 6            |              |  |  |            |            |            |            |
|  |                    | ES Sétif         | 0                | 2                | 2 |                 |              |              |              |              |  |  |            |            |            |            |
|  | ES Sétif           | ES Sétif         | 0                | 2                | 2 | 0               | 1            | 1            |              |              |  |  |            |            |            |            |
|  | ES Sétif           |                  |                  |                  |   | 0               | 1            | 1            |              |              |  |  |            |            |            |            |
|  | Espérance de Tunis | 0                | 0                | 0                |   |                 |              |              |              |              |  |  |            |            |            |            |
|  |                    |                  |                  |                  |   |                 |              |              |              |              |  |  | Al-Ahly    | 0          |            |            |
|  |                    |                  | Wydad Casablanca | 2                |   |                 |              |              |              |              |  |  |            |            |            |            |
|  | Petro de Luanda    | 2                | 1                | 3                |   |                 |              |              |              |              |  |  |            |            |            |            |
|  | Mamelodi Sundowns  | 1                | 1                | 2                |   |                 |              |              |              |              |  |  |            |            |            |            |
|  | Mamelodi Sundowns  | 1                | 1                | 2                |   | Petro de Luanda | 1            | 1            | 2            |              |  |  |            |            |            |            |
|  |                    |                  |                  |                  |   | Petro de Luanda | 1            | 1            | 2            |              |  |  |            |            |            |            |
|  |                    | Wydad Casablanca | 3                | 1                | 4 |                 |              |              |              |              |  |  |            |            |            |            |
|  | CR Belouizdad      | Wydad Casablanca | 3                | 1                | 4 | 0               | 0            | 0            |              |              |  |  |            |            |            |            |
|  | CR Belouizdad      |                  |                  |                  |   | 0               | 0            | 0            |              |              |  |  |            |            |            |            |
|  | Wydad Casablanca   | 1                | 0                | 1                |   |                 |              |              |              |              |  |  |            |            |            |            |

### Quartas de final
O sorteio para esta fase foi realizado em 5 de abril de 2022.
| Equipe 1        | Total | Equipe 2           | 1.º jogo | 2.º jogo |
| --------------- | ----- | ------------------ | -------- | -------- |
| Al-Ahly         | 3–2   | Raja Casablanca    | 2–1      | 1–1      |
| ES Sétif        | 1–0   | Espérance de Tunis | 0–0      | 1–0      |
| CR Belouizdad   | 0–1   | Wydad Casablanca   | 0–1      | 0–0      |
| Petro de Luanda | 3–2   | Mamelodi Sundowns  | 2–1      | 1–1      |

### Semifinais
| Equipe 1        | Total | Equipe 2         | 1.º jogo | 2.º jogo |
| --------------- | ----- | ---------------- | -------- | -------- |
| Al-Ahly         | 6–2   | ES Sétif         | 4–0      | 2–2      |
| Petro de Luanda | 2–4   | Wydad Casablanca | 1–3      | 1–1      |

### Final
A final foi disputada em 30 de maio de 2022 no Marrocos.
| 30 de maio de 2022 | Al-Ahly | 0 – 2     | Wydad Casablanca      | Estádio Mohammed V, Casablanca |
| 20:00 (UTC+1)      |         | Relatório | El Moutaraji 15', 48' | Árbitro: RSA Victor Gomes      |